# Magnus Enckell
Knut Magnus Enckell, född 9 november 1870 i Fredrikshamn i Finland, död 26 november 1925 i Stockholm, var en finländsk konstnär. Enckell betraktas som en av de viktigaste finländska representanterna för symbolismen.

## Biografi
Magnus Enckell var yngst av sex söner till prästen Carl Enckell och Alexandra Appelberg. Han växte upp i Fredrikshamn i det finländska landskapet Kymmenedalen. Han började sina konststudier vid Borgå lyceum, och studerade från 19 års ålder ett år vid Finska Konstföreningens ritskola i Helsingfors. Enckell var inte nöjd med undervisningen i konstföreningens ritskola och blev privatelev till Gunnar Berndtson 1889. Han var den första eleven som bröt med naturalismen, som var den etablerade stilen på konstakademien vid denna tid. Han studerade under ledning av Berndtson fram till 1891. År 1891 reste han till Paris för första gången och studerade för Jules Joseph Lefebvre och Jean-Joseph Benjamin-Constant på Académie Julian. Där drogs han till symbolismen och påverkades av Pierre Puvis de Chavannes.
På 1890-talet tillhörde Magnus Enckell oppositionen mot det naturalistiska friluftsmåleriet och skapade suggestiva linjekompositioner i en asketisk gråstämd linjeskala. Kring sekelskiftet tillbringade han långa tider i Paris där han påverkades av Edgar Degas. Senare tog han intryck av den spanska realismen. Under 1900-talets första år kom Enckell starkt att intressera sig för neoimpressionisternas färgteorier och propagerade för den "renade" färgskalan. Han var medlem av konstnärsgruppen Septem, som drev  dessa ideal. Förutom oljemålningar skapade han även kartonger till förlagor för glasfönster.
Åren 1894 och 1895 reste han runt i Italien, till Milano, Florens, Ravenna, Sienna och Venedig, där de inre konflikterna återspeglades i hans konst. År 1898 lärde han sig al frescoteknik och temperateknik i Florence genom att studera konstverk av Masaccio och Fra Angelico.
Från 1901 tillbringade Magnus Enckell många somrar på ön Hogland, där han målade Pojkar på stranden 1910.  Han organiserade utställningar av finländsk konst i Berlin 1903 och i Paris 1908, och av fransk och belgisk konst i Helsingfors 1904. Åren 1915–16 var han ordförande i Finska Konstsamfundet. Han valdes in i Finlands konstakademi 1922.
År 1920 köpte Enckell Villa Eka av Ellan de la Chapelle.
Magnus Enckell var homosexuell, vilket antyds i vissa erotiska porträtt.

## Offentliga verk
År 1907 utförde Magnus Enckell altartavlan till den då nyuppförda Tammerfors domkyrka. Denna fresk är drygt tio meter bred och fyra meter hög och visar i nedtonade färder Uppståndelsen. I målningens mitt promenerar två män hand i hand. Enckell finns representerad vid Nationalmuseum, Göteborgs konstmuseum och Moderna museet.
Magnus Enckell avled i lunginflammation i Stockholm 1925.

## Målningar i urval

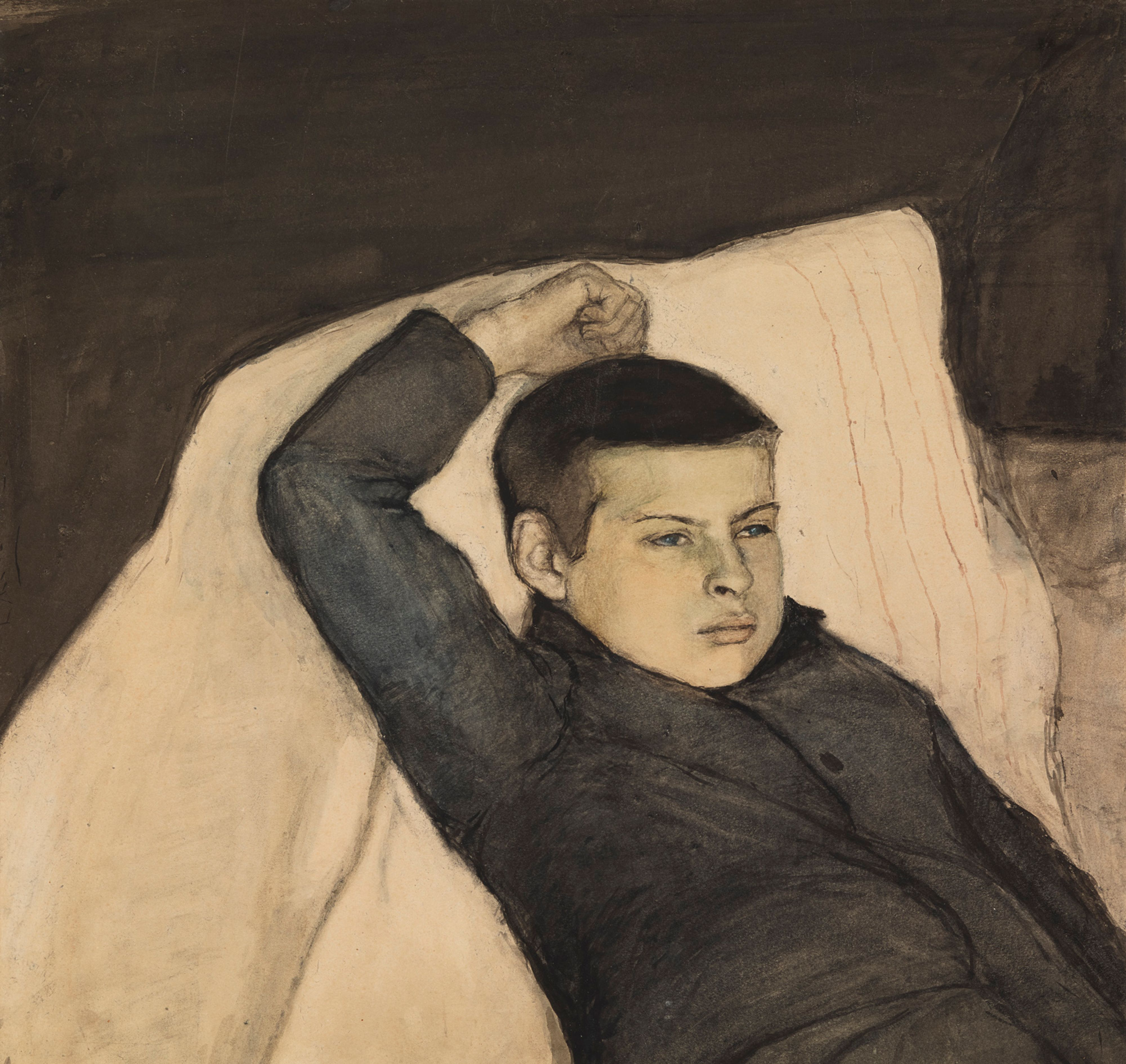
Vilande gosse, 1892
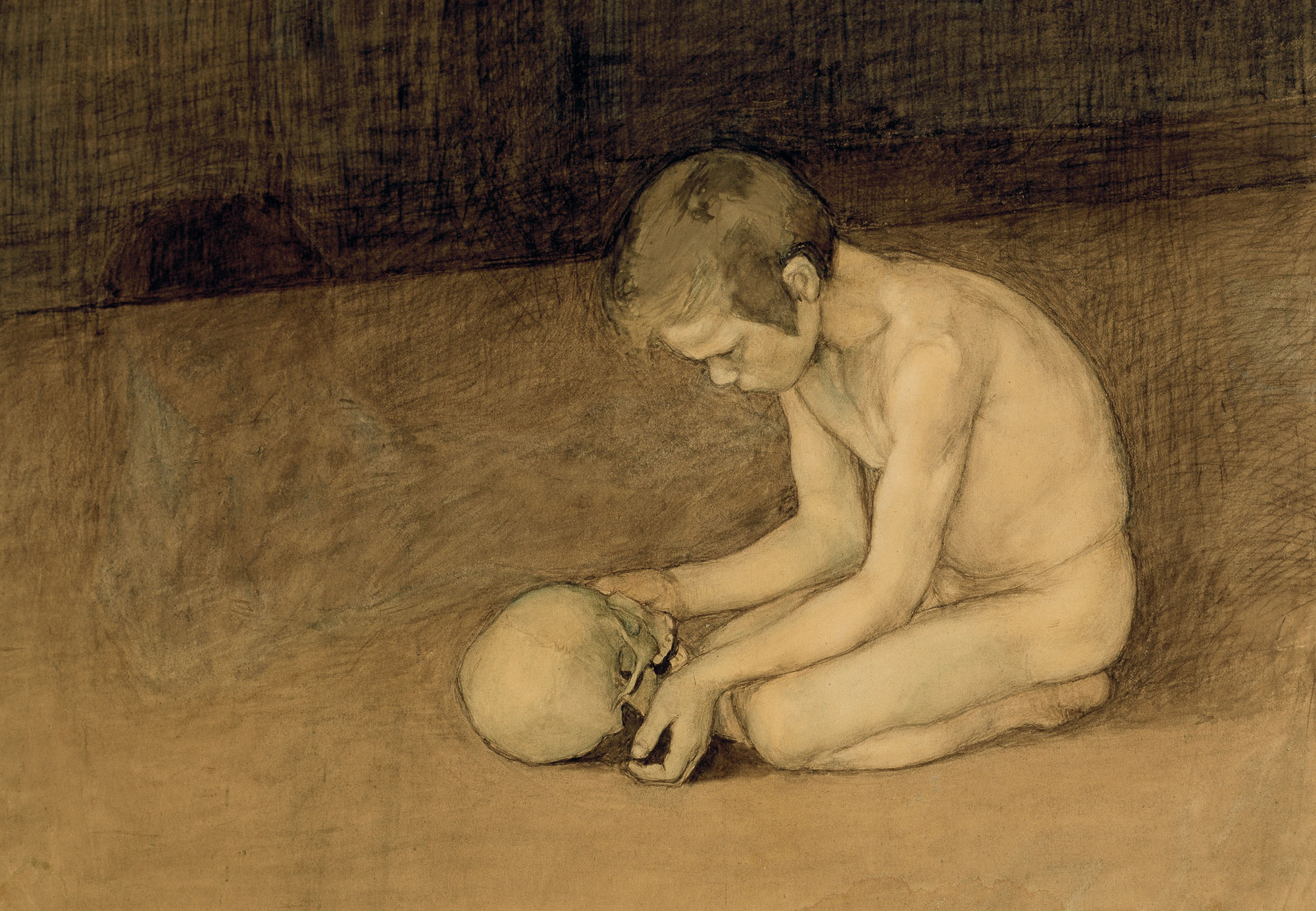
Gosse med dödsskalle, 1893
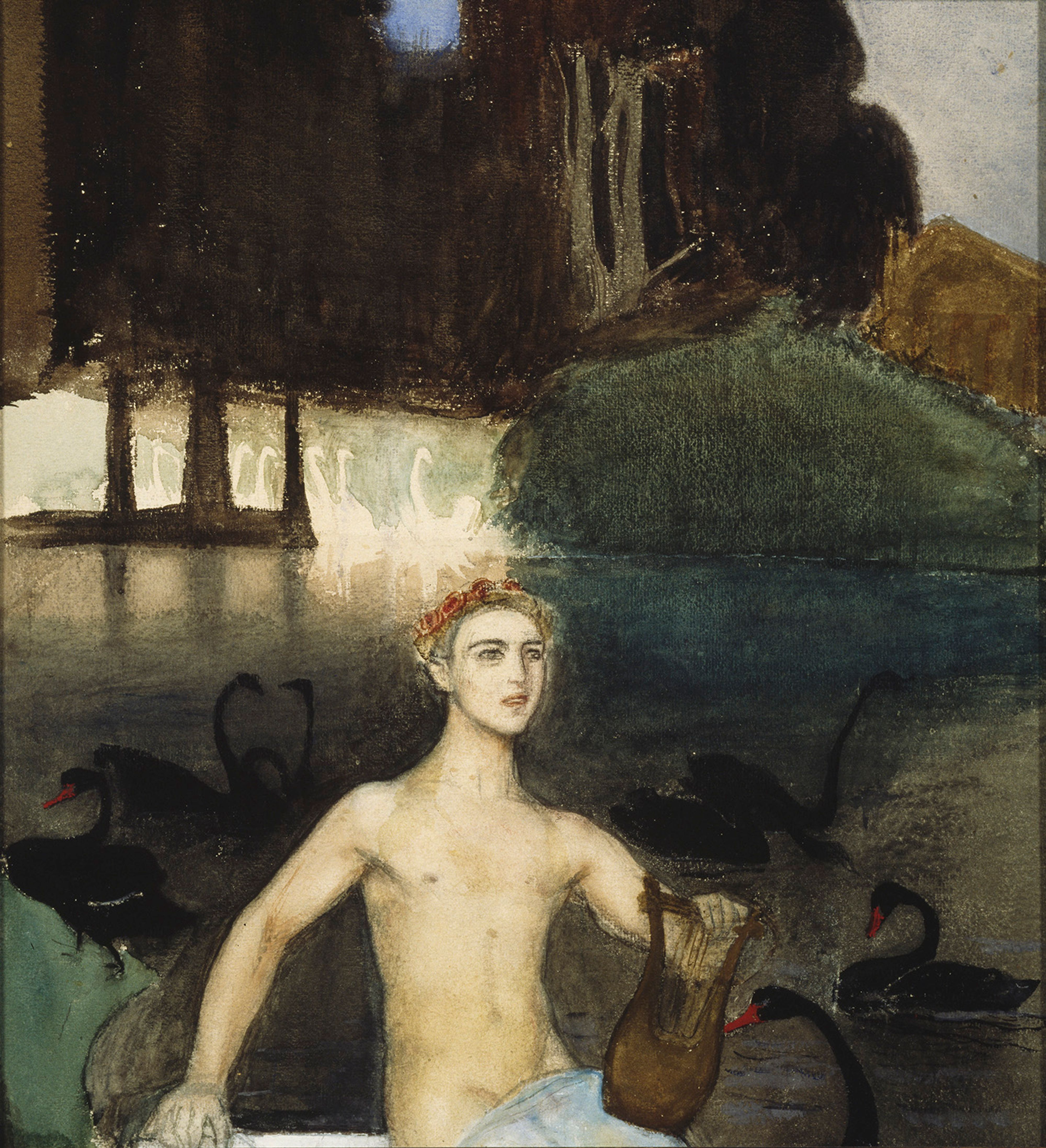
Fantasi, 1895
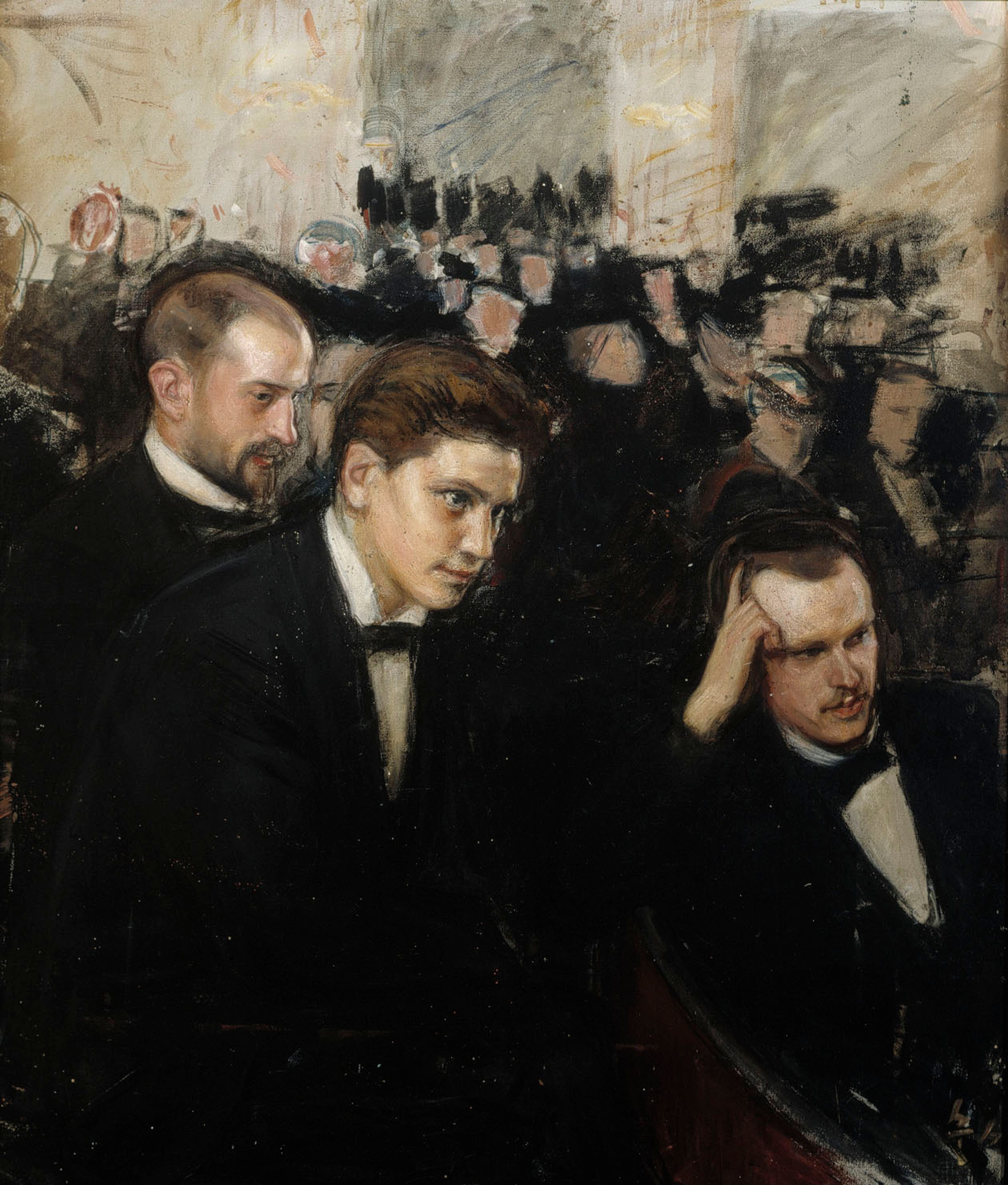
Musikstund, 1897
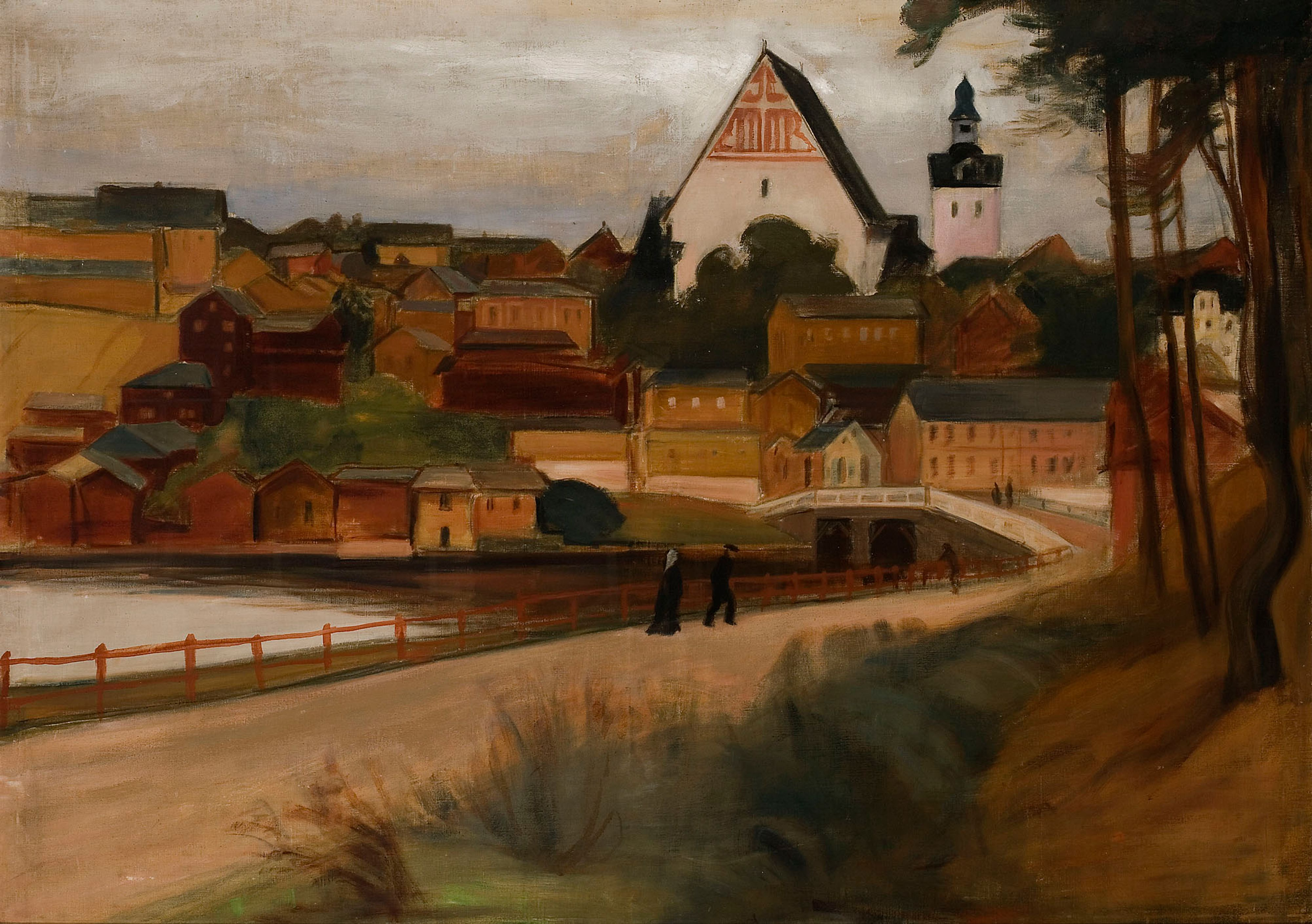
Vy över Borgå, 1899
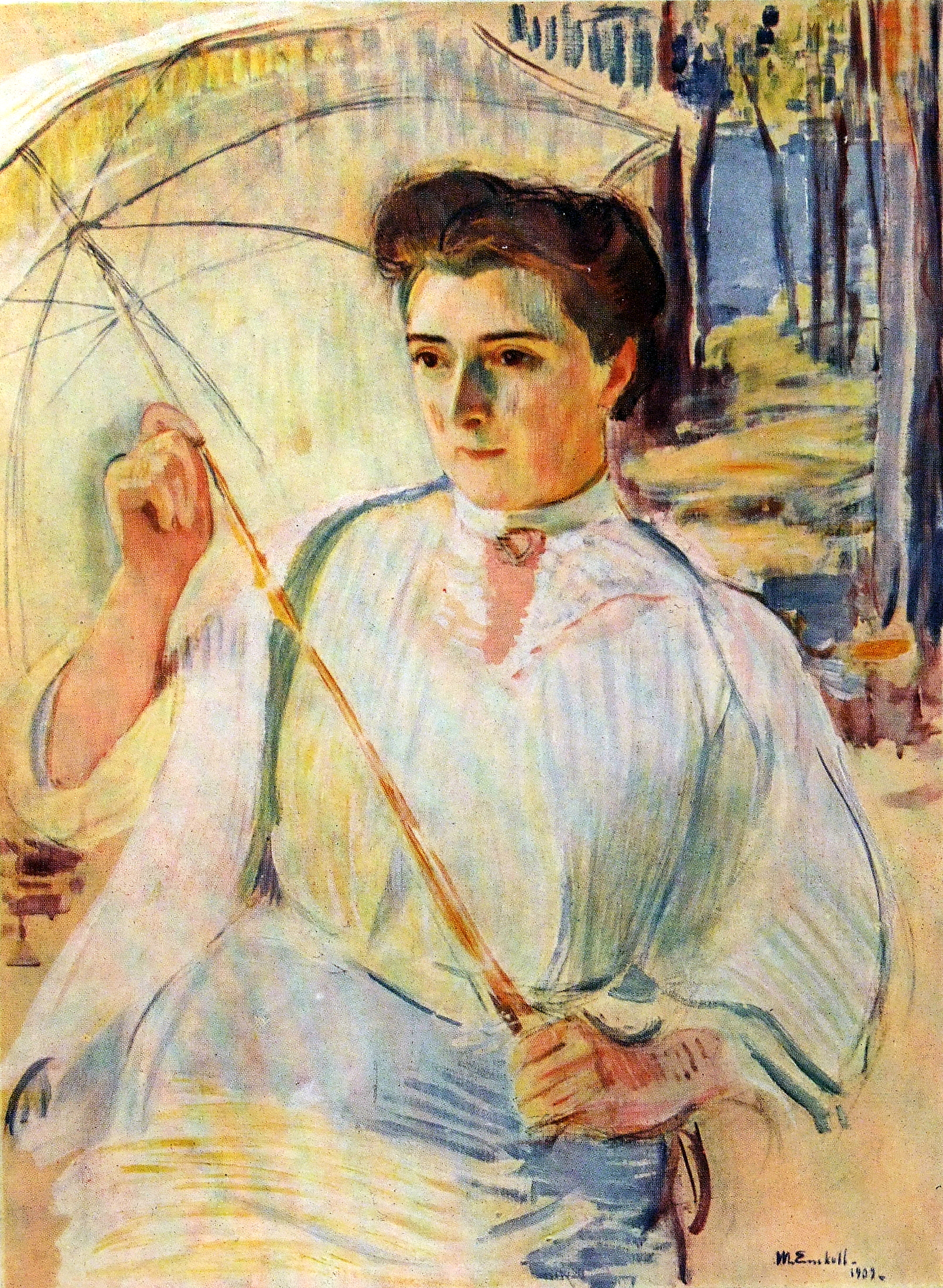
Emmy Frosterus, 1909
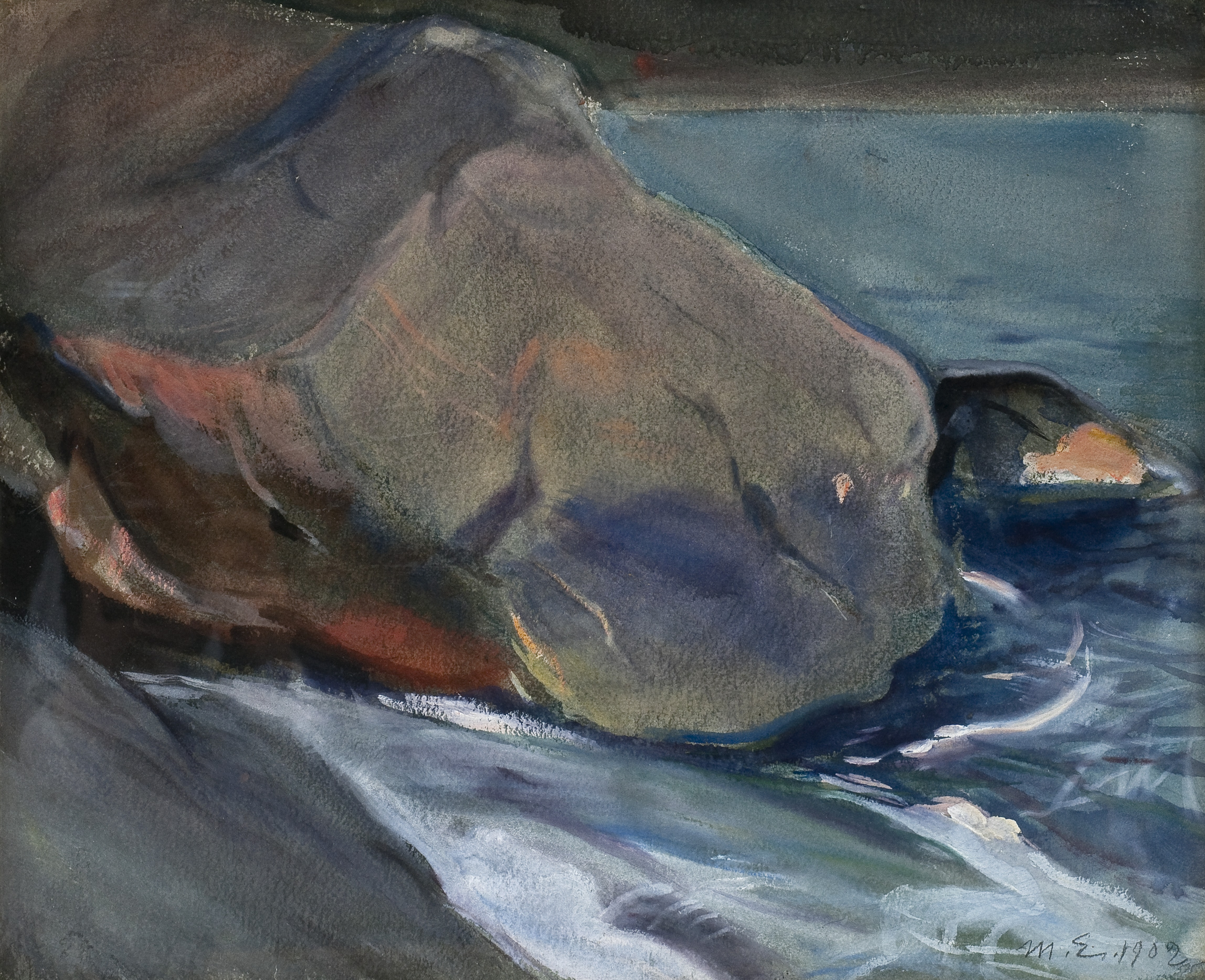
Strandklippor, 1902
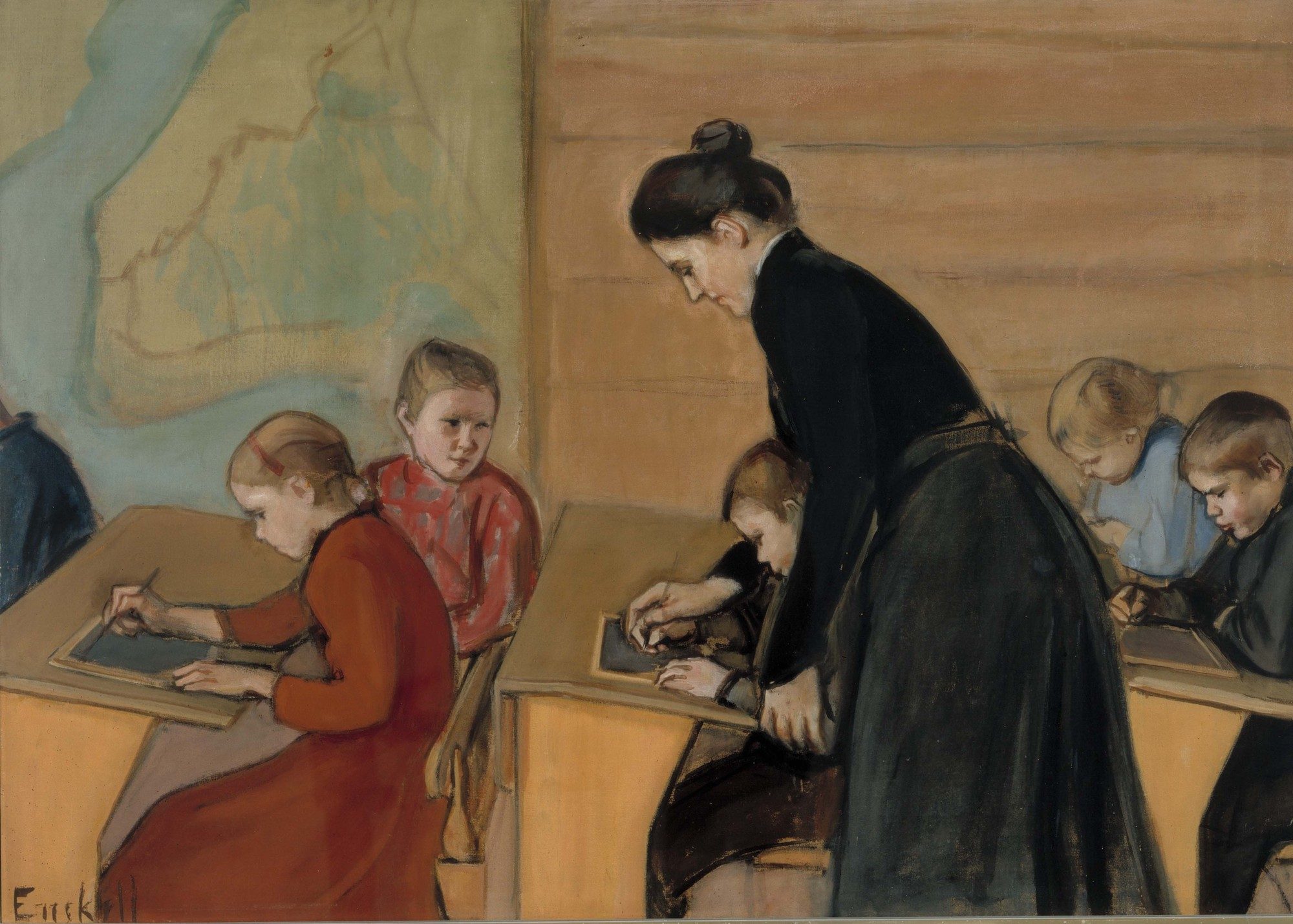
Folkskolan, 1899
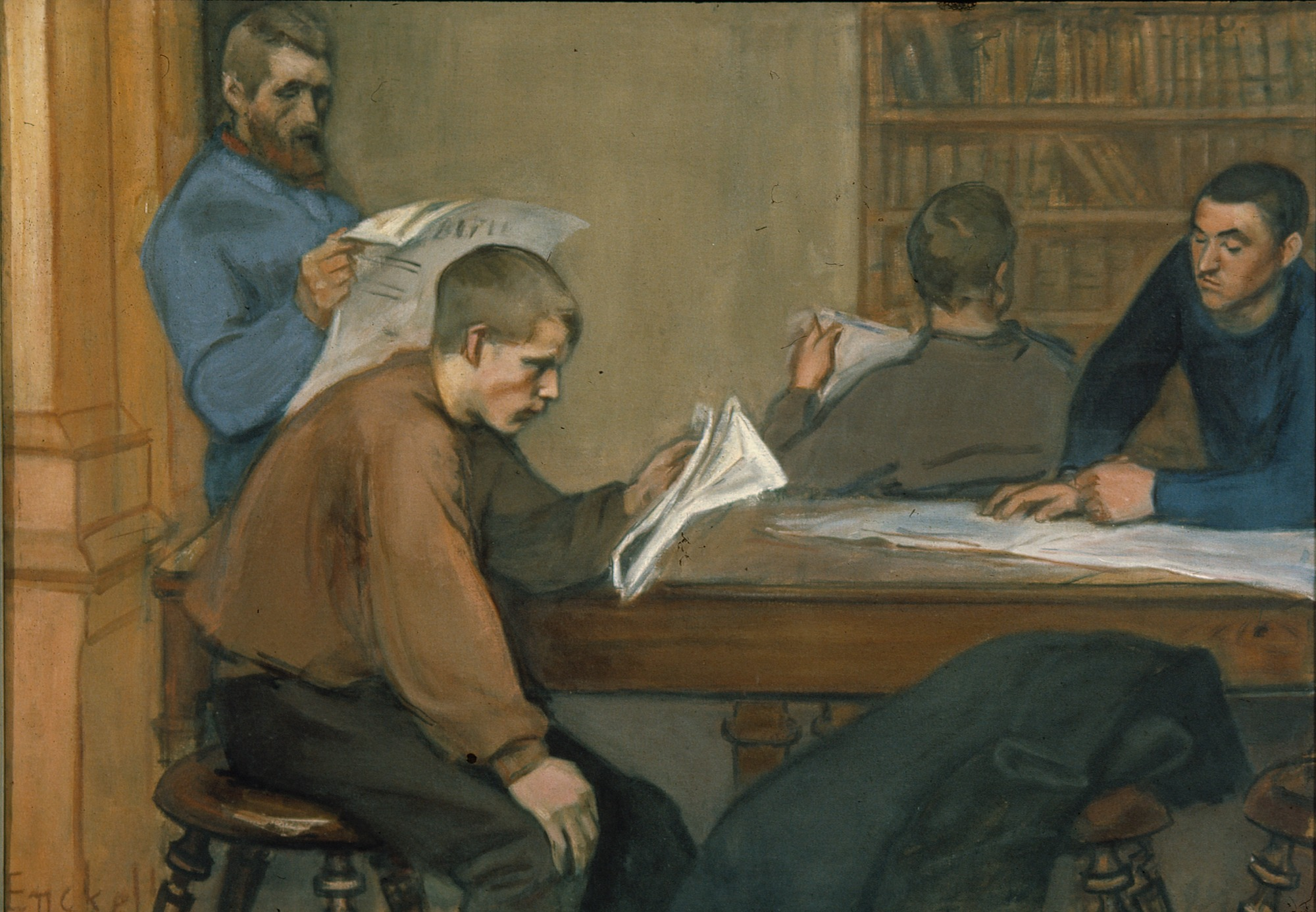
Läsesalen, 1899
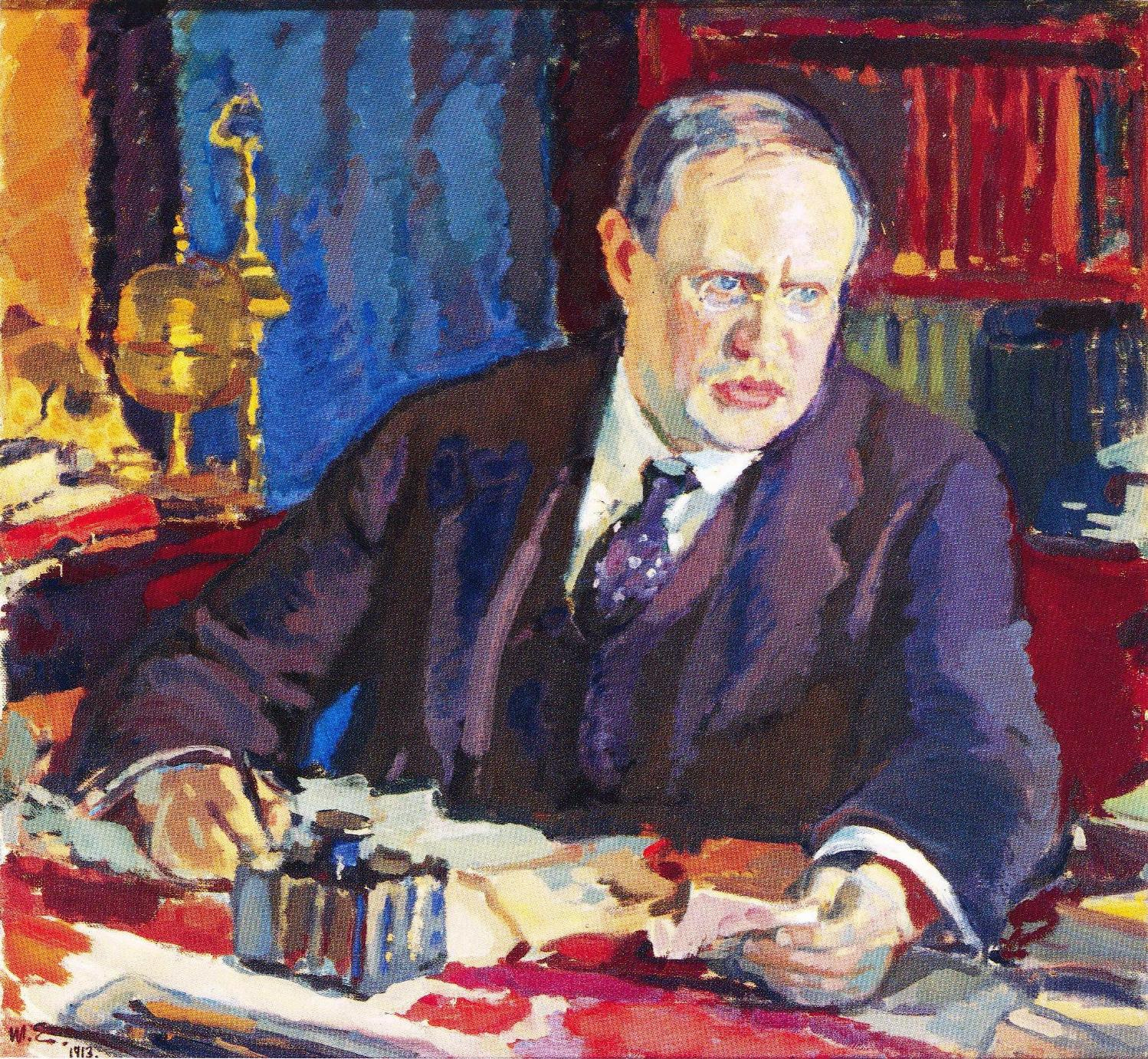
Edvard Westermarck, 1913
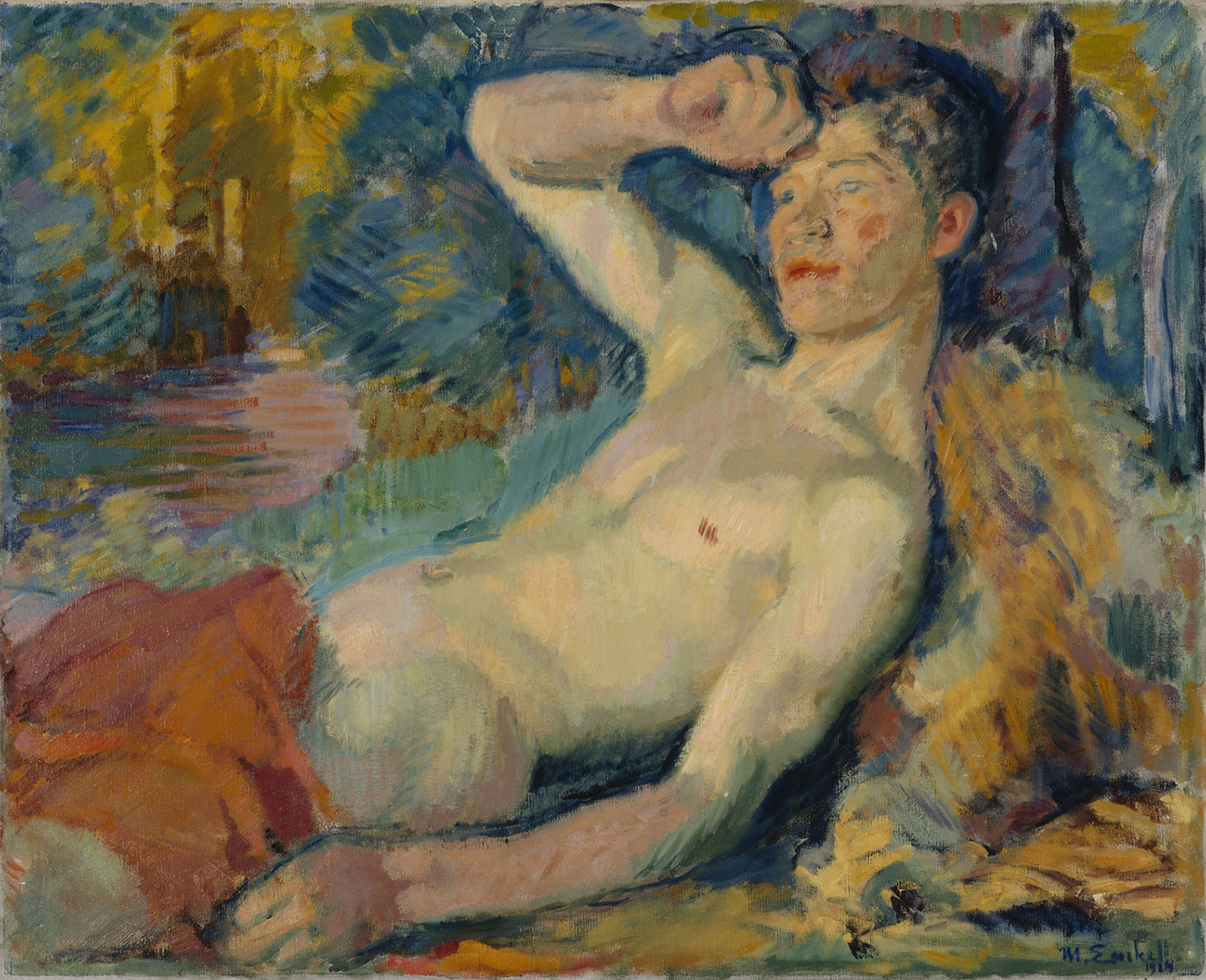
Faun, 1914
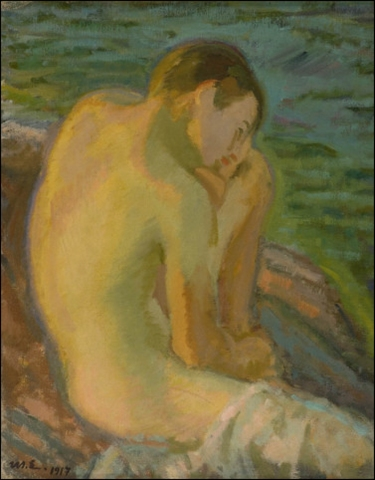
Pojke på stranden, 1917
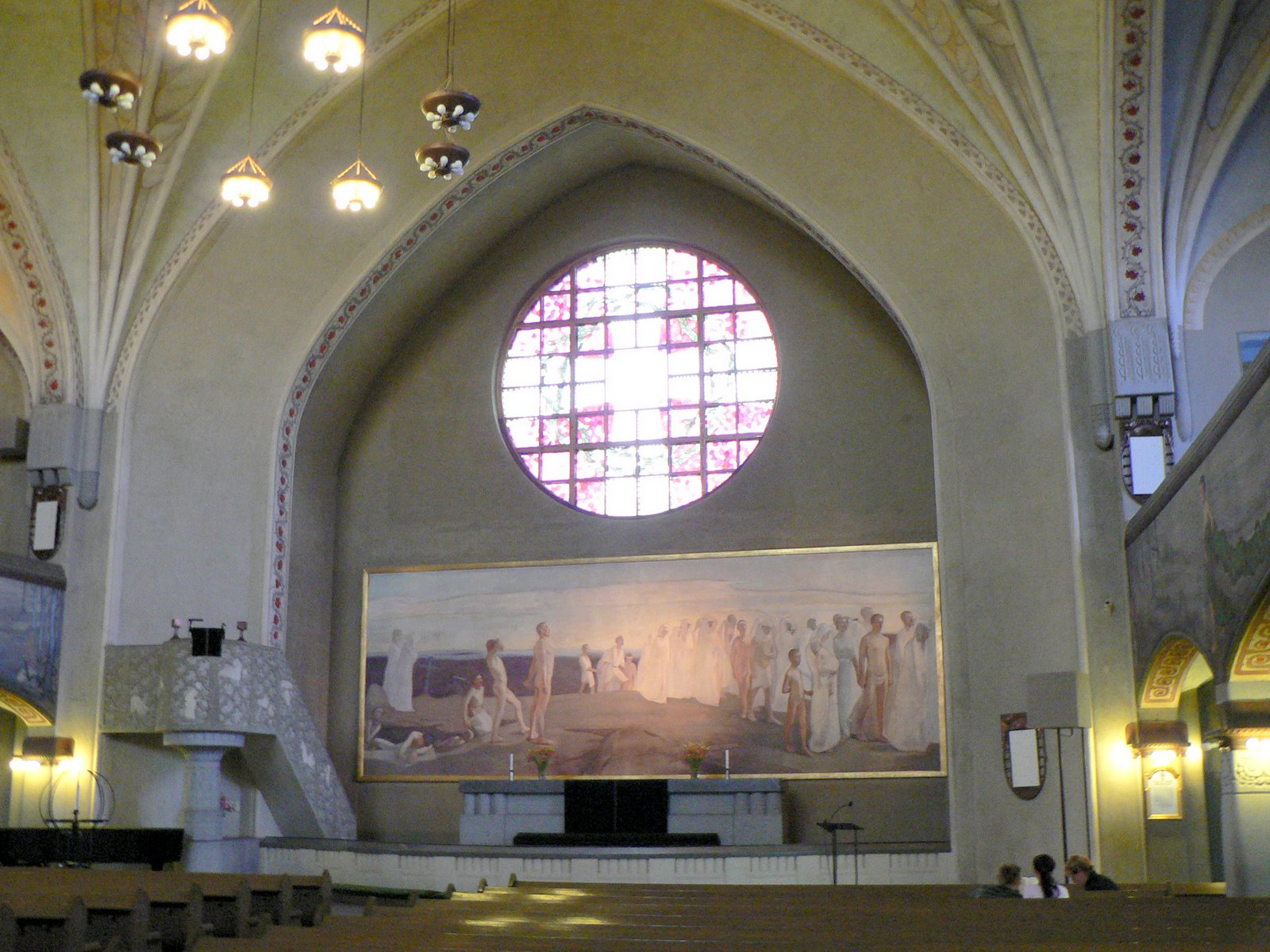
Altartavlan i Tammerfors domkyrka, 1907